# 존 폴 존스 (음악가)
존 리처드 볼드윈(영어: John Richard Baldwin, 1946년 1월 3일~)은 존 폴 존스(영어: John Paul Jones)라는 예명으로 활동 중인 영국의 베이시스트이자 작곡가이다. 록 밴드 레드 제플린에서 베이스기타, 키보드 연주자를 맡았다. 지미 페이지가 1968년 함께한 이 밴드의 결성 전까지 그는 세션 음악가와 편곡자였다. 1980년 드러머 존 보냄이 사망한 뒤 레드 제플린은 해체되었고 존스는 솔로 경력으로 전향했다.